# Casernes de la Part-Dieu
Pour les articles homonymes, voir Part-Dieu (homonymie).
Les casernes de la Part-Dieu étaient des établissements militaires situés dans le 3e arrondissement de Lyon, en France, destinés à héberger des régiments de cavaliers et d'artillerie.

## Histoire
Les casernes ont été construites sur le terrain de l'ancienne redoute de la Part-Dieu acheté par l'État en 1844 aux hospices civils de Lyon. Le terrain de 22 ha pouvait accueillir 3 040 hommes, 1 628 chevaux et 24 officiers, l'équivalent de deux régiments d'artillerie composés chacun de douze batteries montées et de trois batteries à cheval. Ils sont hébergés dans deux casernes symétriquement placées autour d'une place d'Armes pour qu'ils soient entièrement séparés. Dans les circulaires de 1842 et 1843, les plans-types indiquent que la cour centrale aura pour dimension 261,20 × 208,60 m et que le manège sera disposé sur l'axe central en face de l'entrée. Six bâtiments identiques seront construits dont quatre seront situés symétriquement dans le sens de la longueur. Les écuries se trouvaient au rez-de-chaussée de chaque bâtiment.
D'autres bâtiments, plus petits, hébergent l'intendance : hangar aux manœuvres, parc aux voitures au nord, magasins aux fourrages au sud, infirmerie pour chevaux, hangar à ferrage, salles vétérinaires, salle de désinfection, buanderie, forge, cuisines à l'est.
En 1855, le maréchal de Castellane, alors gouverneur militaire de Lyon, entreprend de déplacer le régiment d'artillerie vers les camps militaires de La Doua et au fort de la Vitriolerie et l'infanterie au fort Lamothe. Les unités de cavalerie sont alors regroupées dans les casernes de la Part-Dieu, c'est ainsi que 16 escadrons (un escadron équivaut à 70 hommes) soit deux régiments de cavalerie s'installent. Une restructuration des casernes déplace les écuries dans des bâtiments annexes, augmentant les capacités d'hébergement à 2 770 hommes et 2 066 chevaux.
Les casernes hébergeront successivement de 1861 à 1870 des régiments de chasseurs à cheval, lanciers, dragons et hussards pour de courtes périodes de un à deux ans. 
À partir de 1874, deux régiments de cuirassiers s'installent et huit régiments se succèdent : tout d'abord deux régiments de hussards (5e et 10e) et deux régiments de cuirassiers (11e et 12e). Le 14e escadron du train créé en 1875 pour assurer la logistique des troupes de la région. Les 5e et 10e hussards cèdent en 1877 leur place aux 3e et 8e régiments, qui resteront jusqu'en 1892. Les 4e et 9e régiments de cuirassiers rejoignent la caserne en 1880, remplaçant les deux précédents régiments de cuirassiers. Leur succèdent en 1889 les 5e et 8e cuirassiers. En 1892, arrive le 8e régiment de chasseurs à cheval. L'année suivante, les cuirassiers sont remplacés par le 7e et le 10e régiment de cuirassiers. Les chasseurs à cheval partent en 1895. En 1896, le 2e régiment de dragons s'installe et il restera jusqu'en 1914, comme le 7e et le 10e cuirassiers. Le 10e régiment de cuirassiers sera appelé en 1907 en maintien de l’ordre durant la révolte des vignerons du Languedoc.
En 1914, les trois régiments de cavalerie partent à la guerre. 
Après 1918, le 9e régiment de cuirassiers est de nouveau en garnison à la Part-Dieu.
La caserne reste occupée par l'armée jusqu'en 1962 où le terrain est cédé à la ville de Lyon.

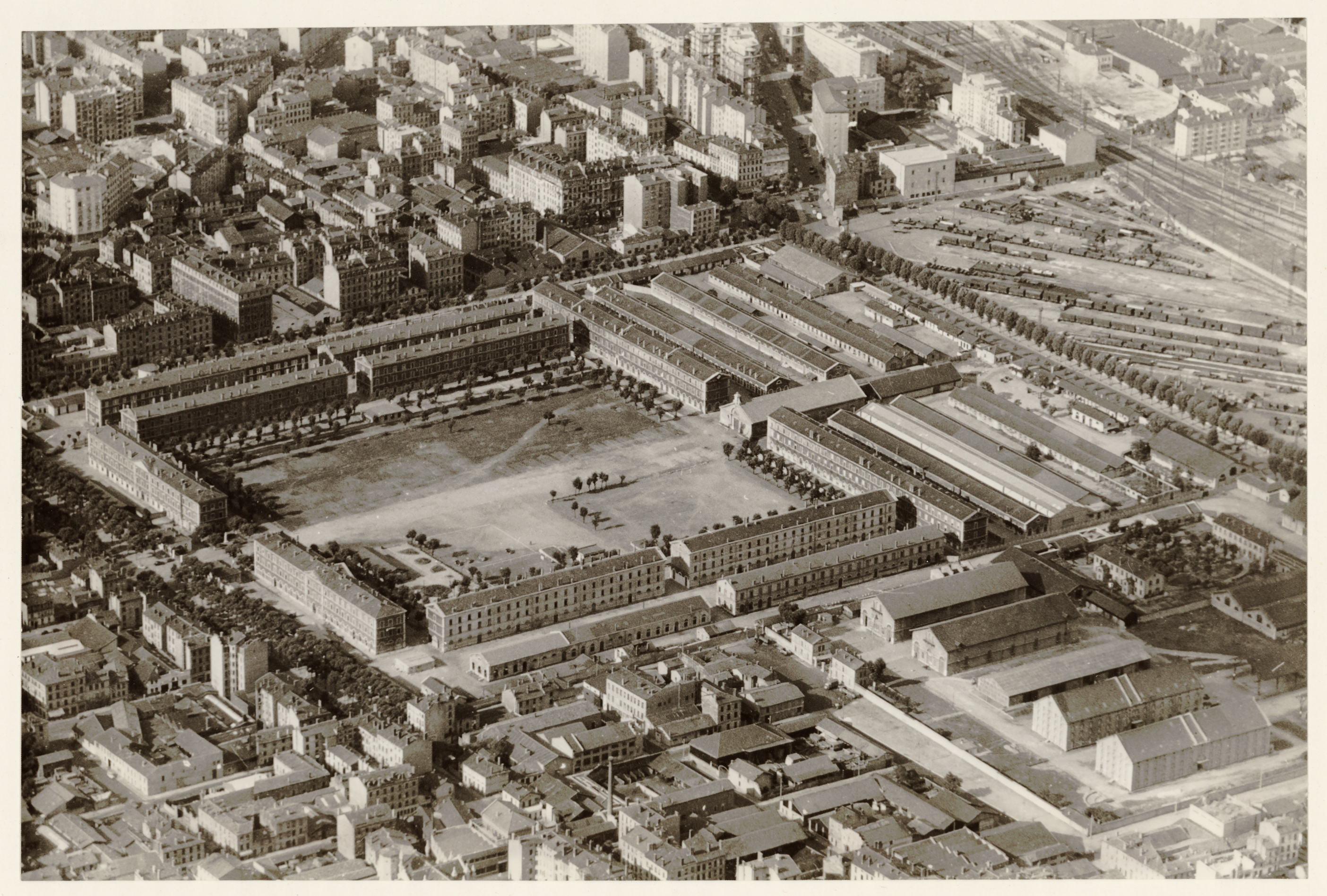
Vue aérienne de la caserne de la Part-Dieu vers 1930.
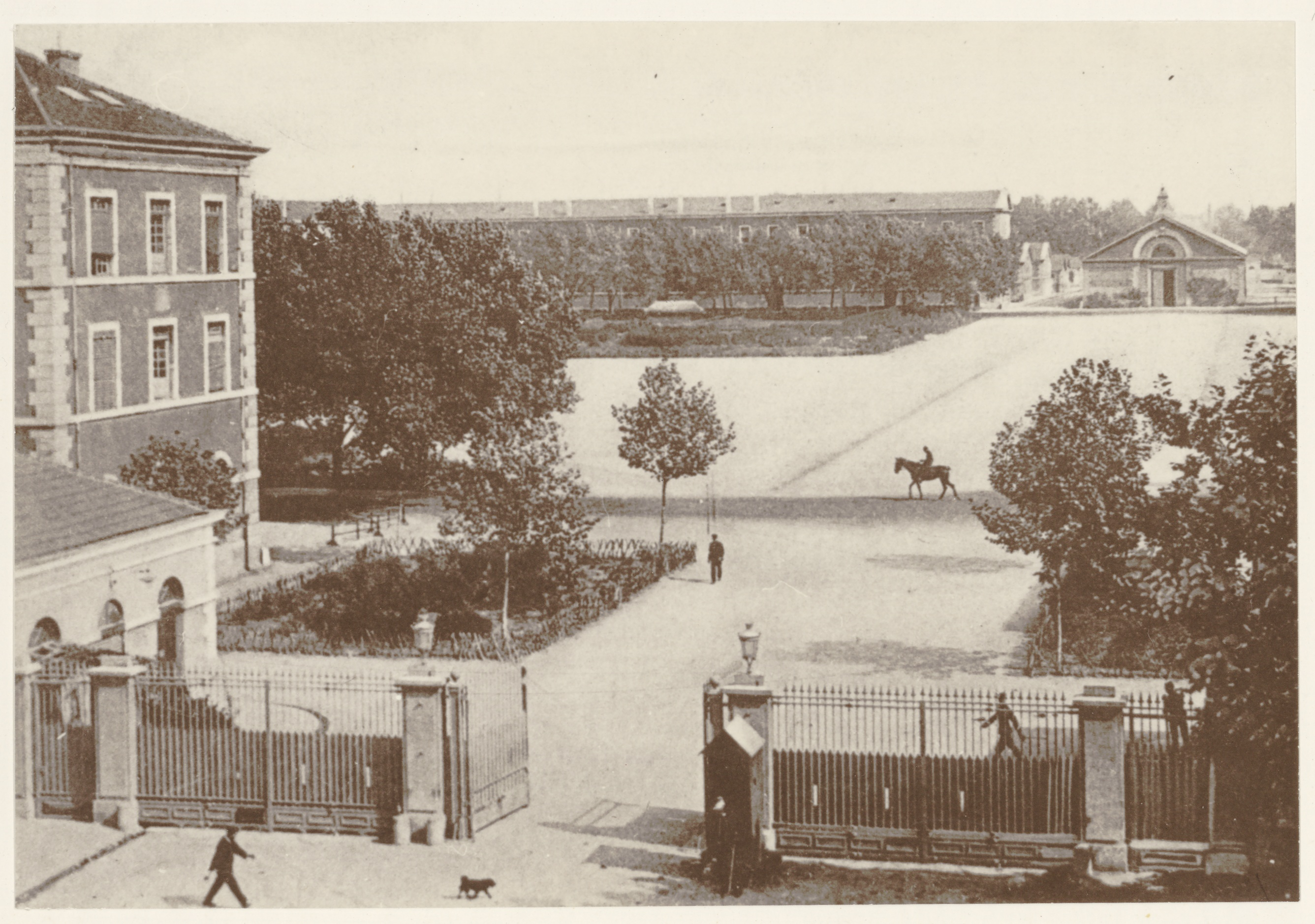
La Caserne de la Part-Dieu.
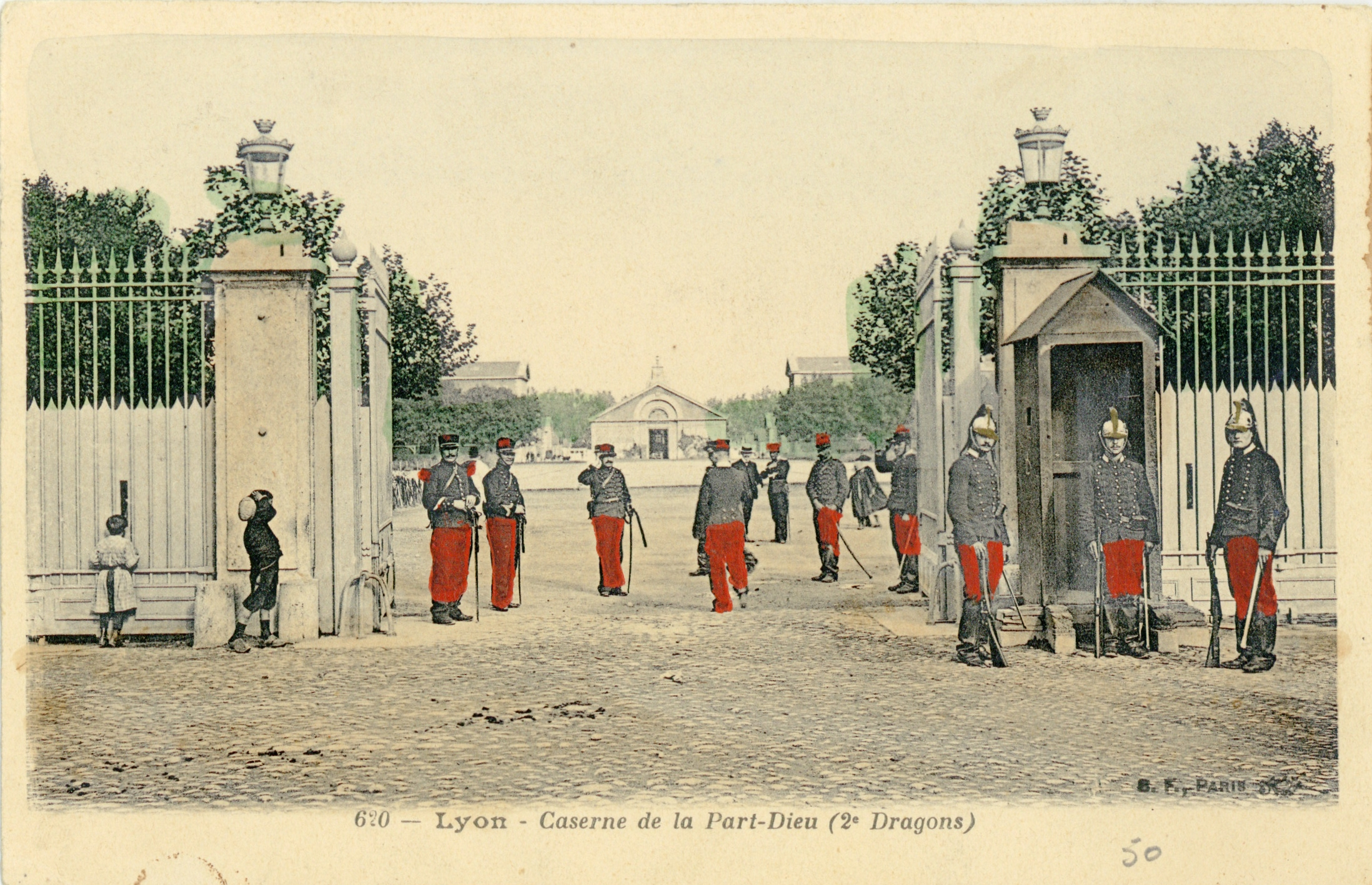
Caserne de la Part-Dieu (2e dragons).
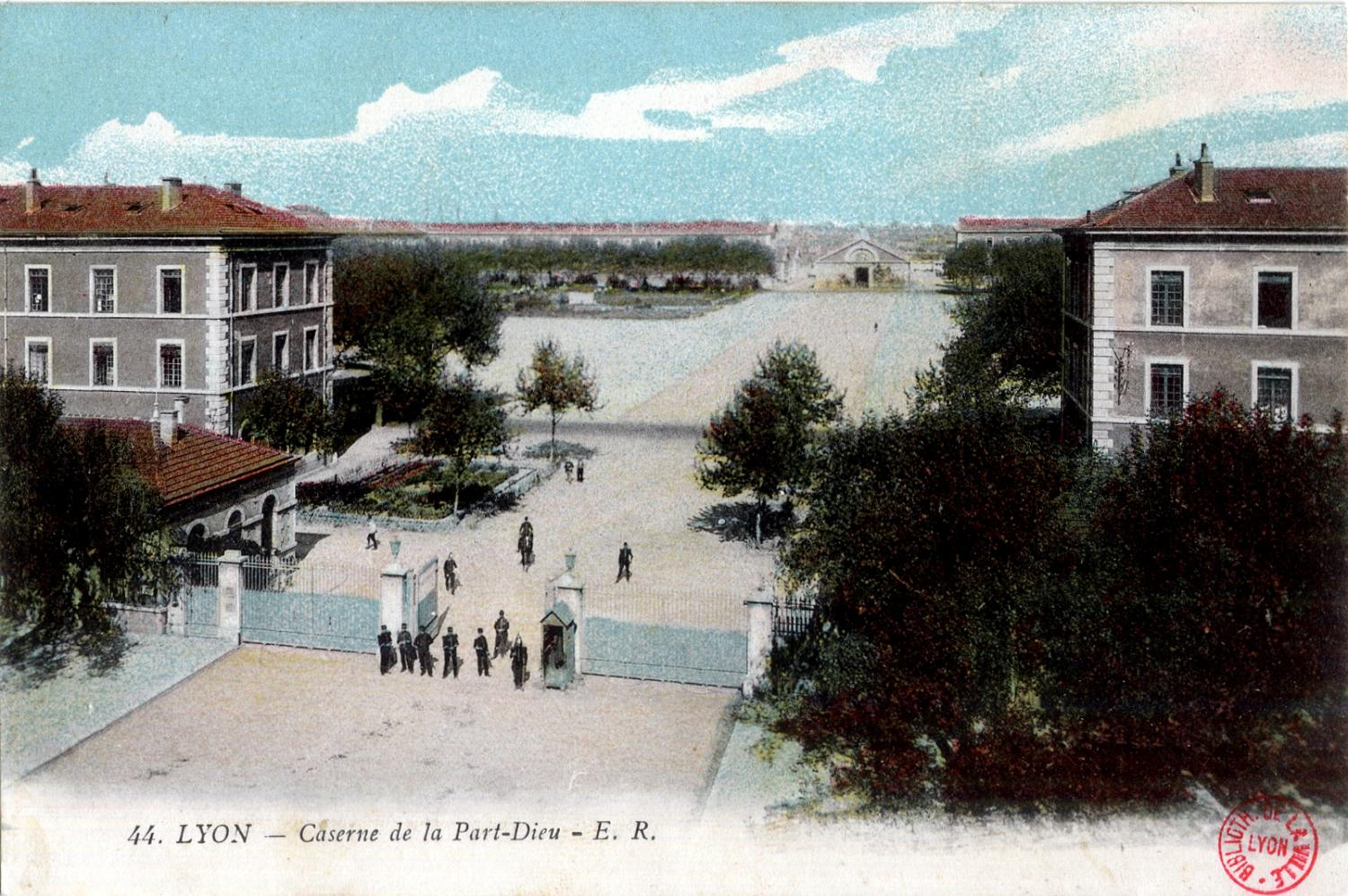
Caserne de la Part-Dieu à Lyon.
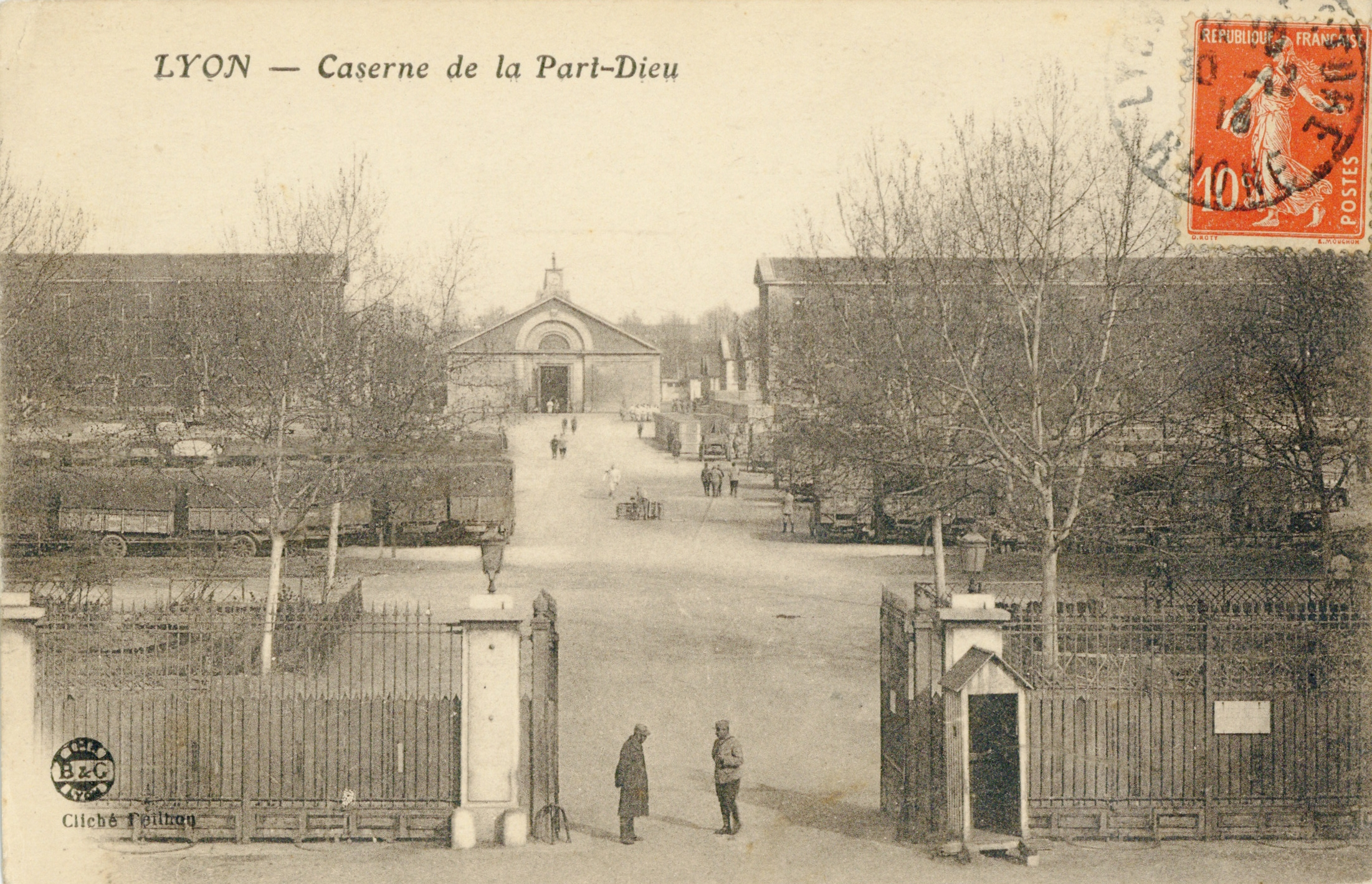
Entrée de la caserne de la Part-Dieu.
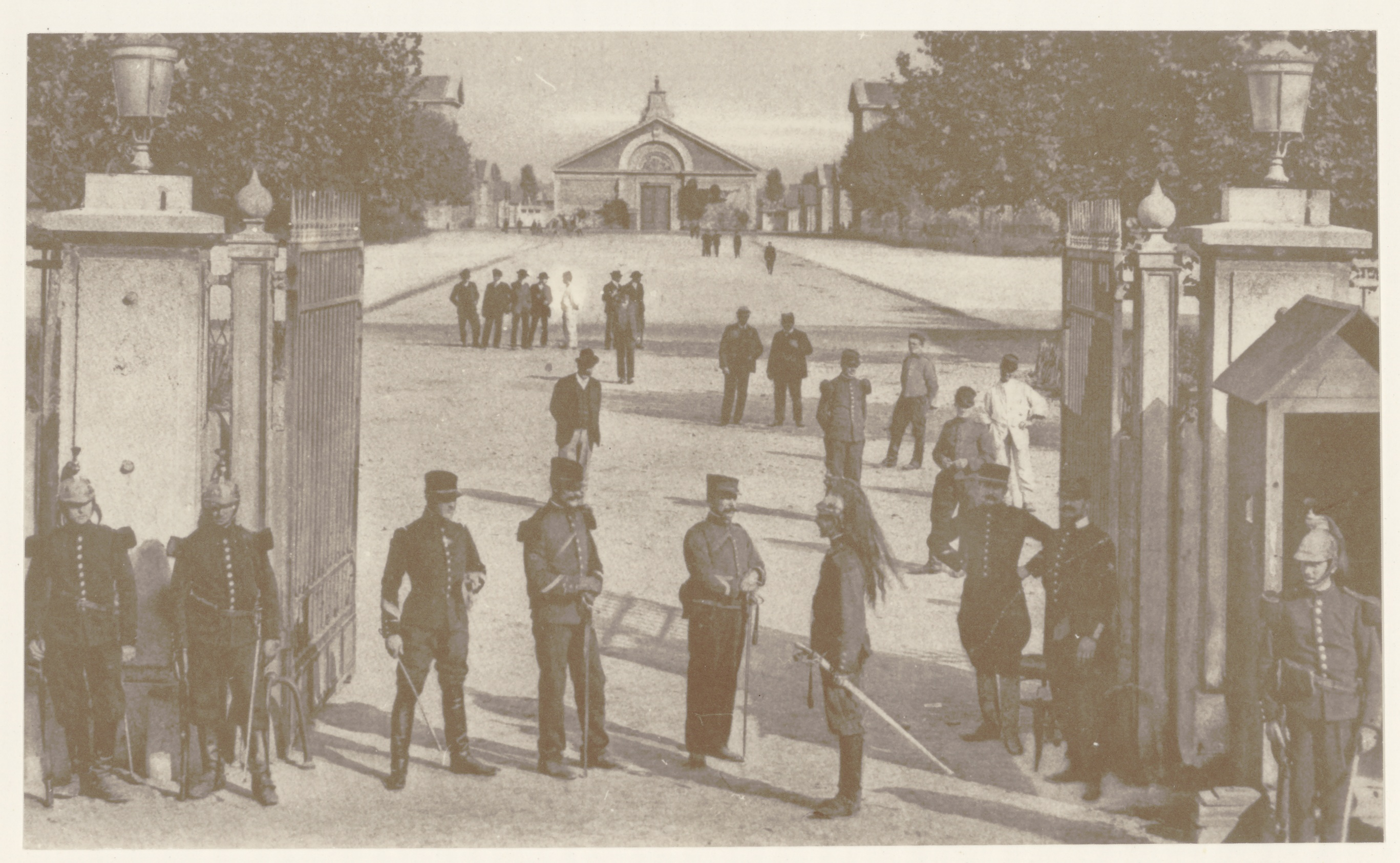
La Caserne de la Part-Dieu à Lyon.
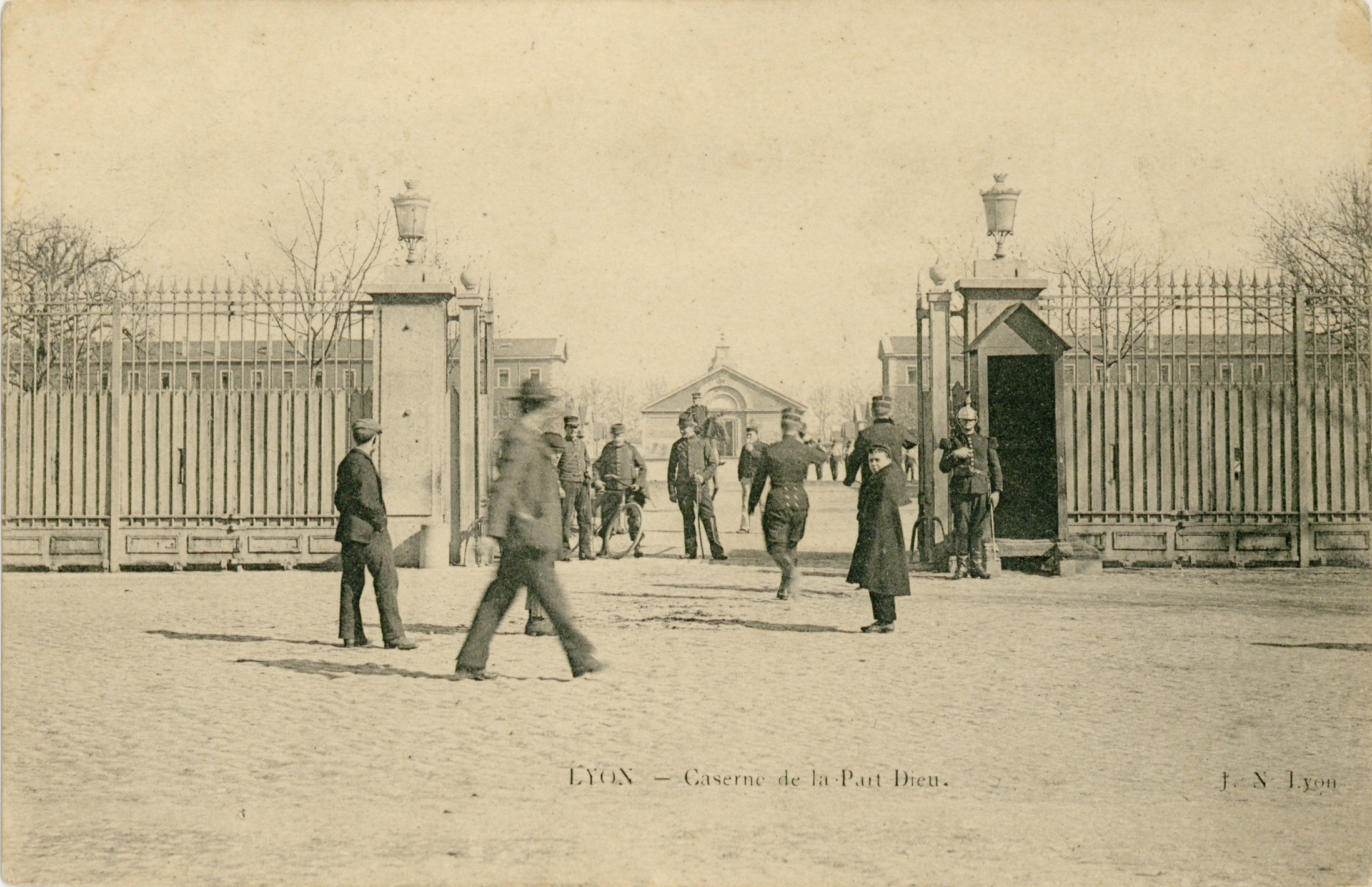
La Caserne de la Part-Dieu à Lyon.

## Aujourd'hui
Les travaux d'urbanisation d'aménagement du centre commercial de la Part-Dieu commencent en 1968 et entrainent la destruction des casernes.
L'actuelle rue des Cuirassiers de Lyon rappelle la présence des casernes de l'époque.